# Phrynium parvum
Phrynium parvum là một loài thực vật có hoa trong họ Marantaceae. Loài này được (Ridl.) Holttum miêu tả khoa học đầu tiên năm 1951.